# Epilobium stevenii
Epilobium stevenii är en dunörtsväxtart som beskrevs av Pierre Edmond Boissier. Epilobium stevenii ingår i släktet dunörter, och familjen dunörtsväxter. Inga underarter finns listade i Catalogue of Life.